# Ingrid Aceitón
Ingrid Aceitón Hormazábal, née le 19 septembre 1993 à Puente Alto, est une présentatrice de télévision et mannequin chilienne, connue pour sa participation à différents concours de beauté et en tant qu'animatrice de Estilo Chic. Elle est actuellement sur la chaîne chilienne Vive TV.

## Biographie
Elle participe au programme télévisé No basta con ser bella sur la Canal 13 en 2012 pour la couronne de Miss Chili, et fait partie du concours Miss Monde qui a lieu la même année, ceci en compagnie d'autres visages importants de la télévision comme Camila Recabarren et Camila Stuardo.
En 2016, elle est invitée à faire partie du concours Diamantes en bruto sur la chaîne Chilevisión, où elle devient la grande gagnante obtenant comme reconnaissance de défiler pour la première fois sur le tapis rouge du Festival de Viña del Mar. Plus tard, Ingrid devient l'une des participantes de l'émission à succès Volverías con tu ex sur la chaîne Mega, qui était à l'époque animée par Claudia Conserva et co-animée par Karol Lucero.
Poursuivant sa carrière de mannequin, elle est couronnée en 2017 Miss La Florida, ajoutant qu'un an plus tard, en 2018, elle participe et gagne le concours Miss Model Chile, ce qui lui permettra de représenter le Chili dans un concours de beauté international.
En 2018, elle devient le visage de la Canal Vive en présentant l'émission Queriendo Chile avec l'animatrice Betsy Camino, où elle se développe pour finalement devenir l'animatrice de l'émission Estilo Chic sur la même chaîne, après le départ de Nicole Moreno.
Un an plus tard, en 2019, Ingrid Aceitón est invitée à participer en tant que candidate à la reine du festival de Viña 2019, ce qui lui permettra de revenir défiler sur le tapis rouge du festival de Viña et de rivaliser avec la danseuse du programme Rojo Chantal Gayoso, qui remporte la couronne cette année-là.

## Programmes de télévision
| Année | Titre                       | Rôle                    | Notes        | Chaîne      |
| ----- | --------------------------- | ----------------------- | ------------ | ----------- |
| 2012  | No basta con ser bella      | Participante            | 12 épisodes  | Canal 13    |
| 2012  | Diamantes en bruto          | Participante (lauréate) | Lauréate     | Chilevisión |
| 2013  | Proyecto Miss Chile         | Invitée                 | 2 épisodes   | Canal 13    |
| 2016  | ¿Volverías con tu ex?       | Participante            | 107 épisodes | Mega        |
| 2018  | Nosotras, La Cuarta y la TV | Panéliste               | 10 épisodes  | La Cuarta   |
| 2018  | Queriendo Chile             | Animatrice              | 85 épisodes  | Vive TV     |
| 2019  | Estilo Chic                 | Animatrice              |              | Vive TV     |
| 2020  | Estilo Chic                 | Animatrice              |              | Vive TV     |

### Autres apparitions
- 2013 : Secreto a Voces (Mega) - Invitée
- 2016 : Algo Personal (UCV TV) - Invitée
- 2017 : The Lao (Canal Vive) - Invitée
- 2018 : Nussun Dorma (UCV TV) - Invitée